# 哈加斯敦 (伊利諾伊州)
哈加斯敦（英語：Hagarstown）是位於美國伊利諾伊州費耶特縣的一個非建制地區。該地的面積和人口皆未知。

## 地理
哈加斯敦的座標為39°56′36″N 89°10′06″W / 39.94333°N 89.16833°W，而該地的平均海拔高度為162米（即531英尺）。